# Brian Holm
Brian Holm Sørensen, född den 2 oktober 1962 i Köpenhamn, är en dansk före detta tävlingscyklist, som för närvarande är sportdirektör för Deceuninck-Quick-Step.